# Kreatiivmootor
Kreatiivmootor – estoński rockowy zespół muzyczny powstały w 2003 roku.

## Historia
Zespół został założony w Tallinnie z inicjatywy Roometa Jakapiego i Allana Plekkseppa. Krytycy zaznaczają samobytność muzyki, której gatunek trudno określić. Według innych autorów zespół czerpie inspiracje muzyczne z twórczości takich wykonawców, jak Iggy Stooge i perkusista grupy Neu! Klaus Dinger. Zdaniem korespondenta gazety Afisza.ru Kreatiivmootor wykonuje dość oryginalną muzykę, która brzmi tak, jak mogłyby brzmieć utwory kapeli rockowej AukcYon, gdyby jej liderem był Oleg Garkusza. Kreatiivmootor daje występy gościnne w różnych krajach, m.in. był główną atrakcją na festiwalu Odessa Pop night.

## Skład
- Roomet Jakapi – wokal
- Allan Plekksepp – gitara, gitara basowa
- Harri Altroff – klawisze
- Maria Lepik – saksofon
- Ingrid Aimla – instrumenty perkusyjne
- Kaur Garšnek – gitara
- Madis Paalo – perkusja
- Eerik Hanni – programowanie[6]

## Dyskografia

### Albumy studyjne
- Irratsionaalne (2007, Odessa Records[7])
- Before you think (EP wspólnie z Pastorem Willardem)
- Kaleidoskoop (2010[8])

### Single
- Pillerkaar (2006)[9]

## Literatura
- Tõnu Kaalep: Kreatiivmootor. „Irratsionaalne”. Eesti Ekspress, 12. juuli 2007. [dostęp 2014-02-23]. (est.).
- KLASSIKA RAADIO: Kreatiivmootor. klassikaraadio.err.ee. [zarchiwizowane z tego adresu (2013-11-07)]. (est.)